# Scopula falcataria
Scopula falcataria är en fjärilsart som beskrevs av W. Warren 1901. Scopula falcataria ingår i släktet Scopula och familjen mätare. Inga underarter finns listade.